# Semerkhet
Semerkhet (?—2960 TCN) là tên Horus của một vị vua Ai Cập thuộc Vương triều thứ nhất. Nhà sử học Manetho đã ghi lại rằng đã có nhiều thiên tai xảy ra dưới vương triều của Semerkhet. Các bằng chứng khảo cổ dường như cũng đã ủng hộ quan điểm cho thấy Semerkhet đã có một vương triều gặp nhiều khó khăn và một số nhà khảo cổ học đã sớm đặt câu hỏi về tính hợp pháp của Semerkhet.

## Độ dài vương triều
Manetho đã ghi lại tên của Semerkhet là Semêmpsés và cho rằng vương triều của ông kéo dài 18 năm, trong khi bản Danh sách Vua Turin ghi lại một cách không hợp lý đó là vương triều của ông kéo dài tới tận 72 năm. Các nhà Ai Cập học và sử học ngày nay đều coi cả hai điều này là một sự phóng đại và Semerkhet được tin rằng đã có một vương triều 8 năm rưỡi. Điều này dựa trên các dòng chữ khắc của bia đá Cairo, tại đó vương triều của Semerkhet đã được ghi lại đầy đủ. Ngoài ra, họ còn căn cứ vào các bằng chứng khảo cổ học mà đã củng cố vững chắc quan điểm cho rằng Semerkhet đã có một vương triều tương đối ngắn.

## Nguồn gốc tên gọi

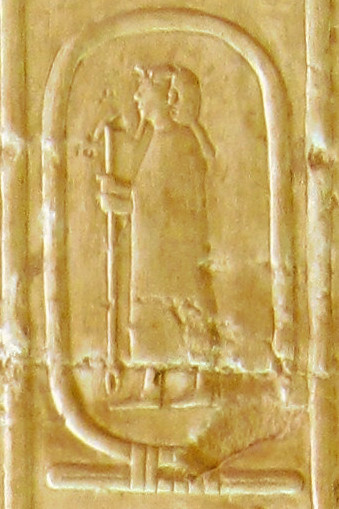
Semsu, Tên đồ hình của Semerkhet trong Danh sách Vua Abydos.

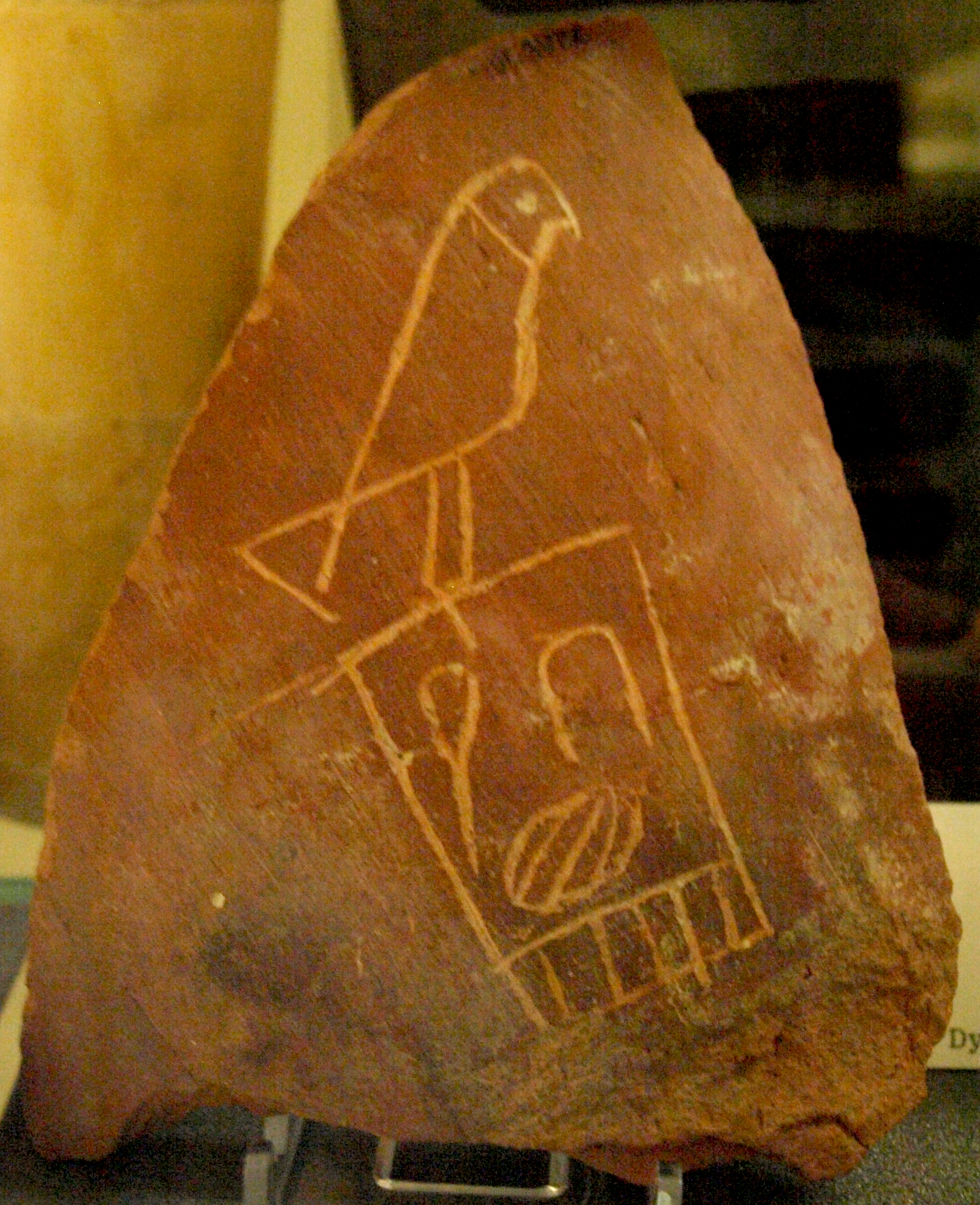
Mảnh bình gốm vỡ có khắc tên serekh của Semerkhet, ban đầu thuộc về ngôi mộ của ông, ngày nay nằm tại Bảo tàng Petrie, UC 36756.

## Danh tính

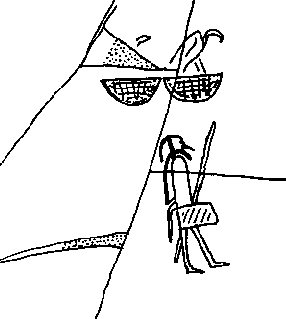
Tên Nebty của Semerkhet tìm thấy tại phức hợp kim tự tháp của Djoser ở Saqqara.

## Ngôi mộ

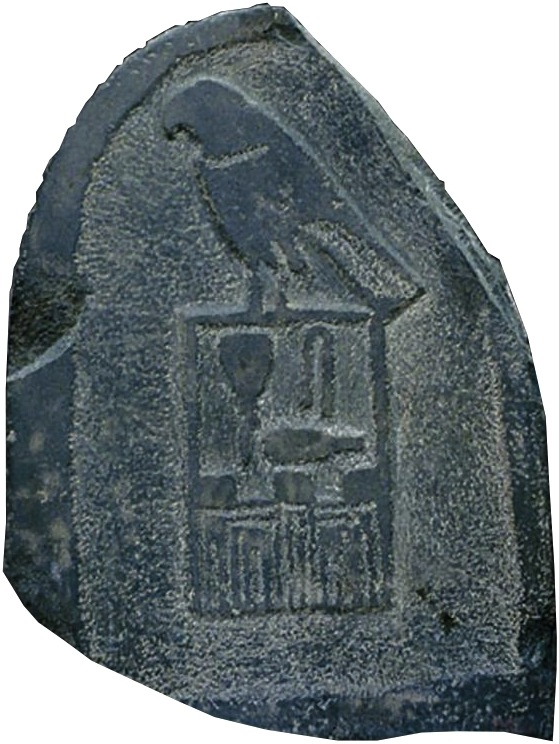
Bia đá trong ngôi mộ của Semerkhet.

Bản đồ ngôi mộ của Semerkhet ở Umm el-Qa'ab.